# Вильденфельс
Вильденфельс (нем. Wildenfels) — город в Германии, в земле Саксония. Подчинён административному округу Хемниц. Входит в состав района Цвиккау. Население составляет 3871 человек (на 31 декабря 2010 года). Занимает площадь 20,57 км². Официальный код — 14 1 93 510.
Город подразделяется на 5 городских районов.